# Európai Nemesi Szövetség
Az Európai Nemesi Szövetség (franciául: Commission d'information et de liaison des associations nobles d'Europe, rövidítése: CILANE) 1959 áprilisában alakult meg.
A szövetség munkáját egy három évre megválasztott koordinátor irányítja, aki előkészíti a tavaszi és őszi CILANE ülésszakok munkáját, valamint végrehajtja az ott született döntéseket. A tavaszi ülésszakot rendszerint Párizsban, a szervezet székhelyén, az őszi találkozót pedig valamelyik tagállam területén rendezik meg.
A következő országok delegátusai képviselik hazájukat a CILANE-ban:
- Belgium,
- Dánia,
- Egyesült Királyság,
- Finnország,
- Franciaország,
- Hollandia,
- Magyarország,
- Málta
- Németország,
- Olaszország,
- Oroszország,
- Portugália,
- Svájc,
- Svédország,
- Vatikán.